# 飛松誠
飛松誠（とびまつ まこと、1980年8月18日 - ）は、佐賀県鳥栖市出身、男子陸上競技選手（長距離種目）。身長165cm、体重58kg。

## 来歴・人物
背中を丸め、肩をいからせたように走るフォームが特徴の陸上競技（長距離）選手。その力強く独特な走りから、ベストタイムや実績にも勝る人気を得ている。
故郷の鳥栖市神辺町は相撲が盛んな地域でもあり、小学生時代にわんぱく相撲全国大会への出場経験がある。また鳥栖市立田代中学校時代も、陸上部所属でありながら全国中学相撲選手権大会団体戦の出場経験を持つ。
鳥栖工業高等学校に進学後、国体3000m障害で2位に入賞するなど頭角を現す。
帝京大学に進学後、箱根駅伝にも4年間出場し、1年時の第76回箱根駅伝では5区山上りで区間6位（1時間13分37秒）とまずまずの走りを見せてチームも往路3位、総合4位となった。2年時の第77回箱根駅伝も再び5区を任されたが体調不良の影響もあって区間14位（1時間18分53秒）と苦戦した。翌年の第78回箱根駅伝は3区を走り区間5位、最終学年となった第79回箱根駅伝では花の2区を走り区間13位を記録した。
安川電機加入後はトラック競技でもタイムを更新しているが、世界クロスカントリー選手権日本代表にも3度（1999年、2006年、2008年）選出されるなどロード競技で良績が多い。特に都道府県対抗男子駅伝とは相性が良く、第5回（2000年・3位）・第8回（2003年・2位）・第12回（2007年・3位）と、佐賀県チームが躍進した大会では必ずメンバー入りして尚且つ目立った活躍をしている。このことから、佐賀県チーム内からは「佐賀の福の神」とも呼ばれる。対してニューイヤー駅伝では2011年の大会最終区でトップでタスキを受けたが3人に抜かれ4位に終わり、申し訳なさからもうダメだと周囲に弱音を吐いたと述べている。
2012年度限りで安川電機陸上部を退部した。引退後は6年間社業に専念した後コーチに転身。更に2022年4月からは、故郷である佐賀県の戸上電機製作所陸上部でコーチを務めている。

## 主な成績
- 2007年1月　第12回全国都道府県対抗男子駅伝競走大会　7区区間賞（10人抜き）

## 記録
- 5000m　13分54秒40
- 10000m　28分32秒45
- ハーフマラソン　1時間3分21秒